# Thysanococcus calami
Thysanococcus calami är en insektsart som beskrevs av Stickney 1934. Thysanococcus calami ingår i släktet Thysanococcus och familjen Halimococcidae. Inga underarter finns listade i Catalogue of Life.